# Fehmi Demir
Fehmi Demir (født 2. januar 1957 i Yeniceoba, død 25. oktober 2015 i Tarsus) var en kurdisk politiker i Tyrkiet. Han var leder af det kurdiske nationalistiske parti, Rettigheds- og Frihedspartiet (tyrkisk: Hak ve Özgürlükler Partisi eller bare HAK-PAR) fra oktober 2014 til sin død i oktober 2015. Han talte for en føderal løsning med opdeling af Tyrkiet i flere autonome områder for at sikre de kurdisk-dominerede områder øget politisk autonomi.
Den 25. oktober 2015, bare seks dage før Tyrkiets parlamentsvalg, blev Demir dræbt i en trafikulykke på motorvejen ved Tarsus, da han var på vej til Mersin for at deltage i et partimøde. Han mistede kontrollen over sit køretøj på grund af glat føre. Hans bil kørte ind i en anden bil med østrigske nummerplader, der stod ved siden af motorvejen. Fehmi Demir og føreren af den østrigske bil, Hacı Murat Doğu, blev alvorligt sårede og døde umiddelbart efter på stedet.
Demirs begravelse fandt sted i fødebyen Yeniceoba efter begravelsesceremonien, der blev afholdt uden for partiets hovedkontor i hovedstaden Ankara.